# فیری آلباکور
Albacore (به انگلیسی: Fairey_Albacore) یک هواگرد از نوع هواگرد اژدرافکن ساخت شرکت Fairey Aviation است. هواگرد Albacore نخستین پروازش را در ۱۲ دسامبر ۱۹۳۸ میلادی انجام داد. این هواگرد در سال ۱۹۴۰ میلادی رسماً معرفی گردید. در مجموع، تعداد ۸۰۰ فروند از این هواگرد ساخته شده‌است.